# La arlesiana
La arlesiana: Madame Ginoux o Retrato de Madame Ginoux es el título dado a un grupo de seis pinturas similares conservadas de siete pintadas por Vincent van Gogh en Arlés, en noviembre de 1888 (o poco más tarde), y en Saint-Rémy-de-Provence, en febrero de 1890.
La retratada, Marie Jullian (o Julien), nació en Arlés el 8 de junio de 1848 y murió allí el 2 de agosto de 1911. Se casó con Joseph-Michel Ginoux en 1866 y juntos regentaban la Cafetería de la Gare, 30 Place Lamartine, donde van Gogh se alojó de mayo a mediados de septiembre de 1888, mientras tenía la Casa Amarilla en Arlés amueblada para trasladarse allí.
Evidentemente hasta ese momento, la relación del pintor y los Ginoux había sido más o menos comercial (la cafetería es el tema de El café de noche), pero la llegada de Gauguin a Arlés alteró la situación. Su encanto cautivó a la señora, entonces de 40 años de edad, y en los primeros días de noviembre de 1888 Madame Ginoux aceptó posar para Gauguin, y su amigo van Gogh. En una hora, Gauguin produjo un dibujo al carboncillo mientras Vincent produjo una pintura grande.

## Versión de noviembre de 1888 y su repetición
La primera versión de Van Gogh, ahora en el Museo de Orsay, París, está pintada sobre arpillera. Una pieza completa de este tejido fue adquirida por Gauguin justo después de su llegada a Arlés, y utilizada por ambos artistas en noviembre y diciembre de 1888.

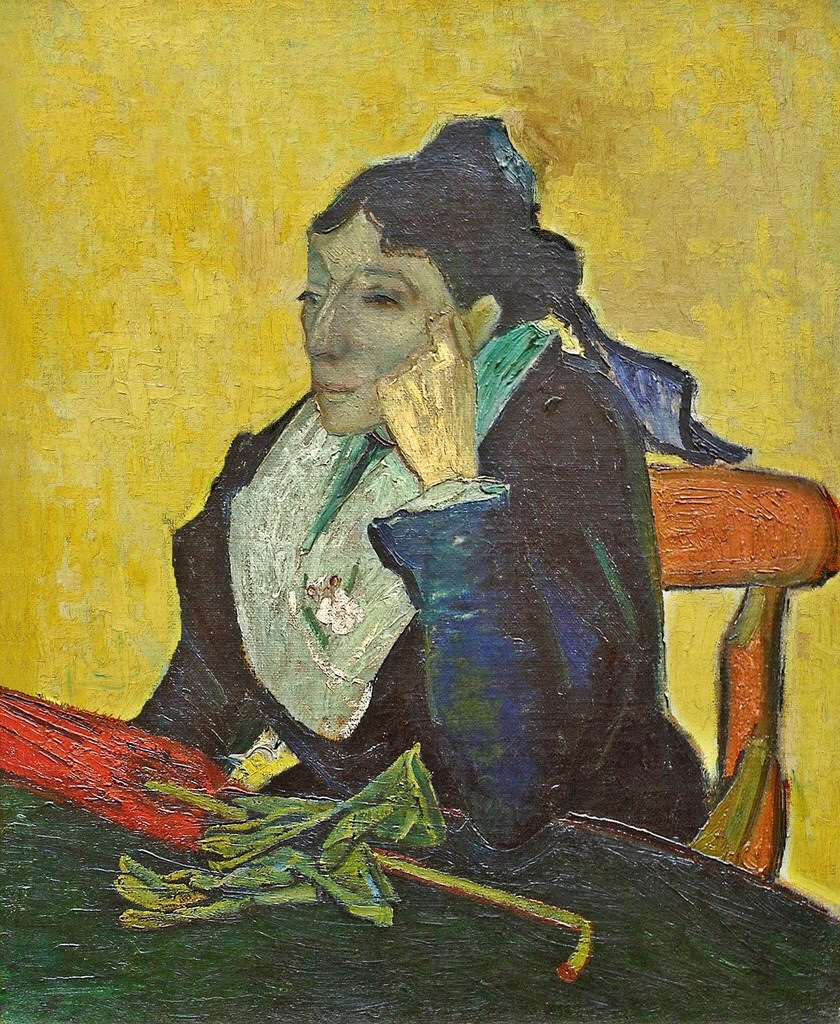
La arlesiana: Madame Ginoux con guantes y paraguas. Óleo sobre tela (arpillera), 92.5 x 73.5 cm, Museo de Orsay, París.

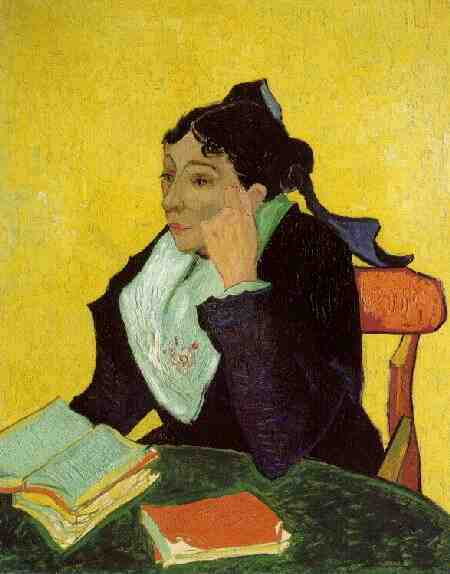
La arlesiana: Madame Ginoux con libros. Óleo sobre tela, 91.5 x 73.7 cm, Museo Metropolitano de Arte, Nueva York.

Para la segunda versión, ahora en el Museo Metropolitano de Arte de Nueva York, van Gogh otra vez pintó sobre este material, y reemplazó los guantes y paraguas sobre la mesa por tres libros.

## Versiones de febrero de 1890
Mientras estaba internado en el asilo mental de Saint-Rémy-de-Provence, van Gogh pintó otros cinco retratos de Madame Ginoux, basados en el dibujo al carboncillo de Gauguin de noviembre de 1888. De estos, uno estaba destinado a Gauguin, otro para su hermano Theo, uno para él y uno para Madame Ginoux. La procedencia de la versión en el Museo Kröller-Müller no se conoce con detalle, pero se sabe que fue propiedad de Albert Aurier, uno de los primeros defensores de las pinturas de Vincent. La versión destinada a Madame Ginoux se perdió y no ha sido recuperada. Es la versión que Vincent entregaba a Madame Ginoux en Arlés cuando sufrió su recaída el 22 de febrero de 1890. En una carta inacabada a Gauguin que nunca fue enviada, Vincent remarcó que trabajar en su retrato le costó otro mes de enfermedad. La versión para Gauguin, con un fondo rosa, actualmente se encuentra en el Museo de Arte de Sao Paulo. A Gauguin le entusiasmaba, escribiendo:
"He visto la tela de Madame Ginoux. Muy bien y muy curiosa, me gusta más que mi dibujo. A pesar de su estado de enfermedad nunca ha trabajado con tanto equilibrio mientras conserva la sensación y el calor interior necesario para una obra de arte, precisamente en una era en que el arte es un negocio regulado por adelantado por cálculos fríos."
En una carta a su hermana Wil, datada el 5 de junio de 1890, Vincent establece su filosofía para hacer retratos: "me gustaría hacer retratos que aparecieran como revelaciones para la gente de dentro de cien años." 

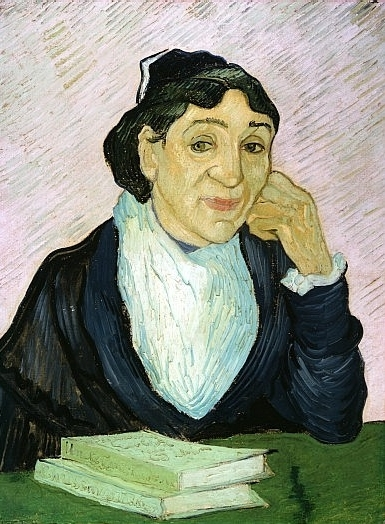
La arlesiana, Museo Kröller-Müller, Otterlo.
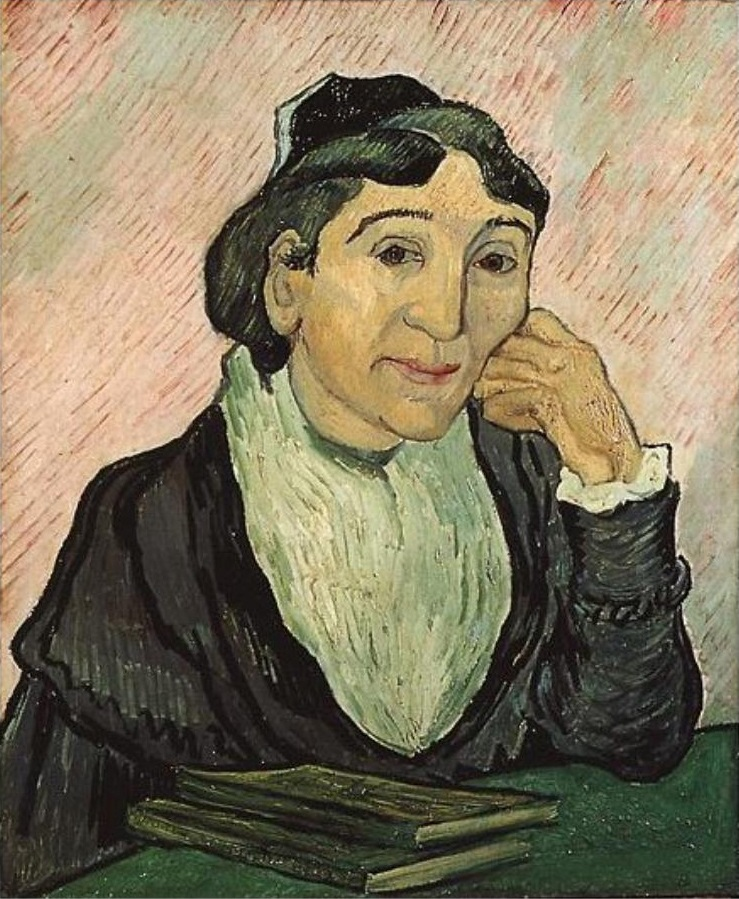
La arlesiana, Galleria Nazionale d'Arte Moderna, Roma.
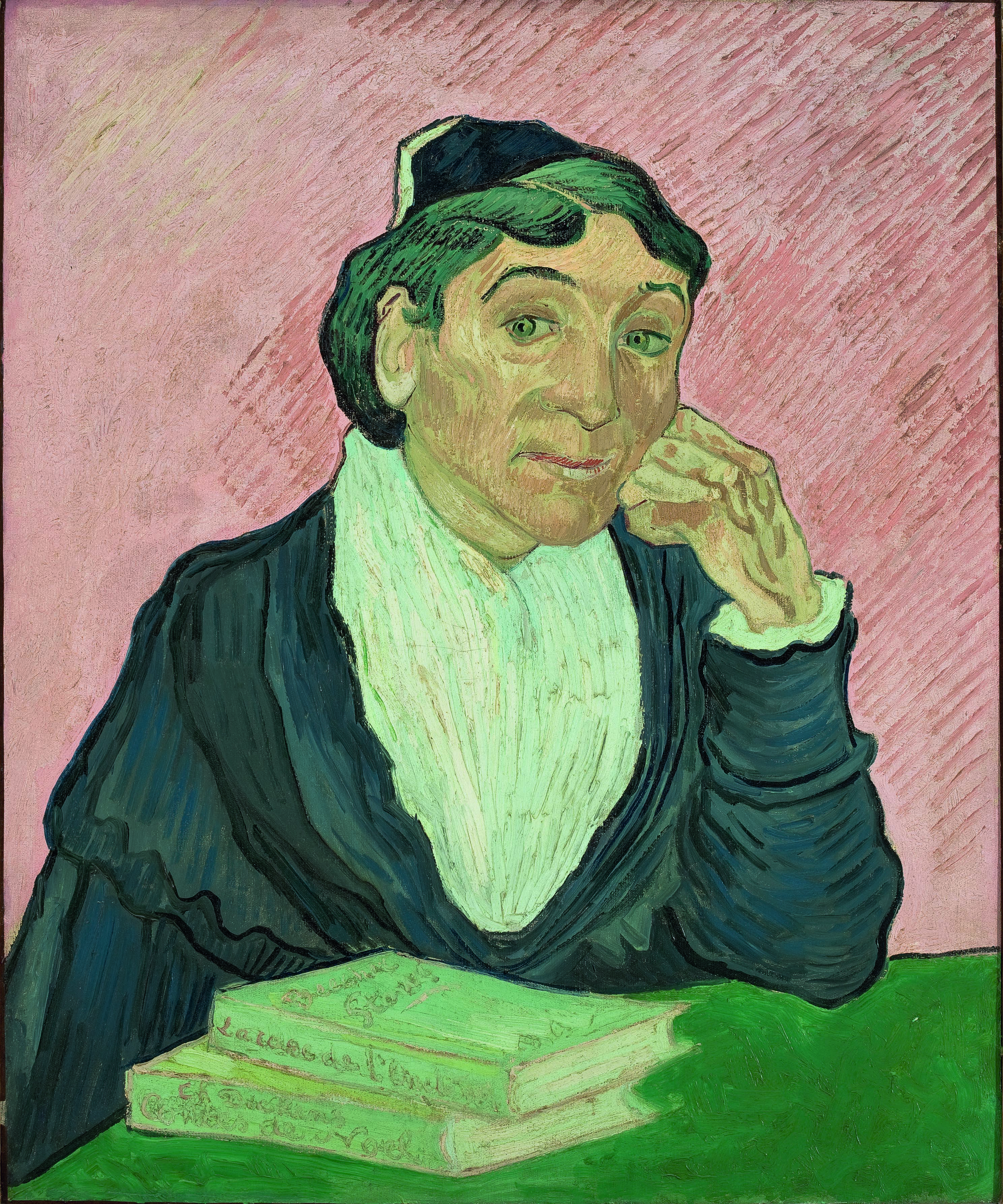
La arlesiana, Museo de Arte de Sao Paulo
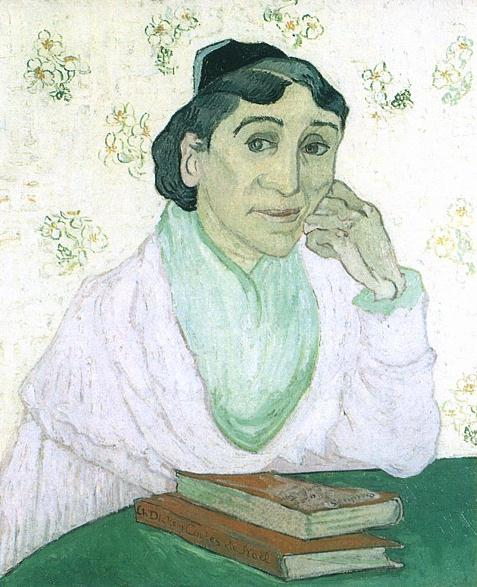
La arlesiana, colección privada

El 2 de mayo de 2006, la pintura con el fondo floral fue vendida en subasta por Christie's en Nueva York, por más de 40 millones de dólares. Esta es la versión que Vincent dio a Theo.

## Versiones de Gauguin
Gauguin realizó un dibujo al carboncillo en la sesión original de Madame Ginoux sentada en noviembre de 1888, y más tarde pintó una tela, Café de noche en Arlés, en la cual presenta la figura de Mme. Ginoux en la cafetería de su marido.

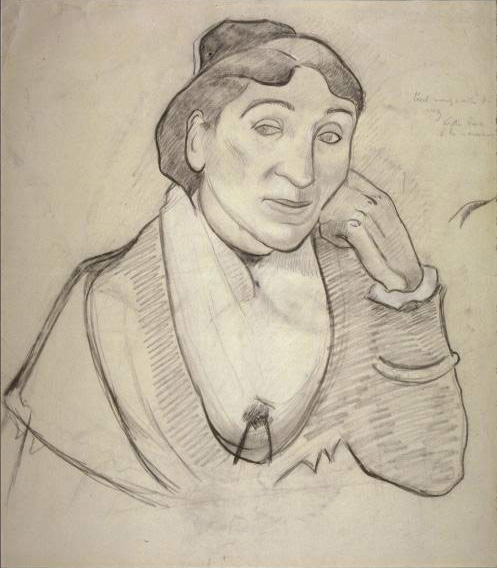
L'Arlésienne, Madame Ginoux, Paul Gauguin, 1888.

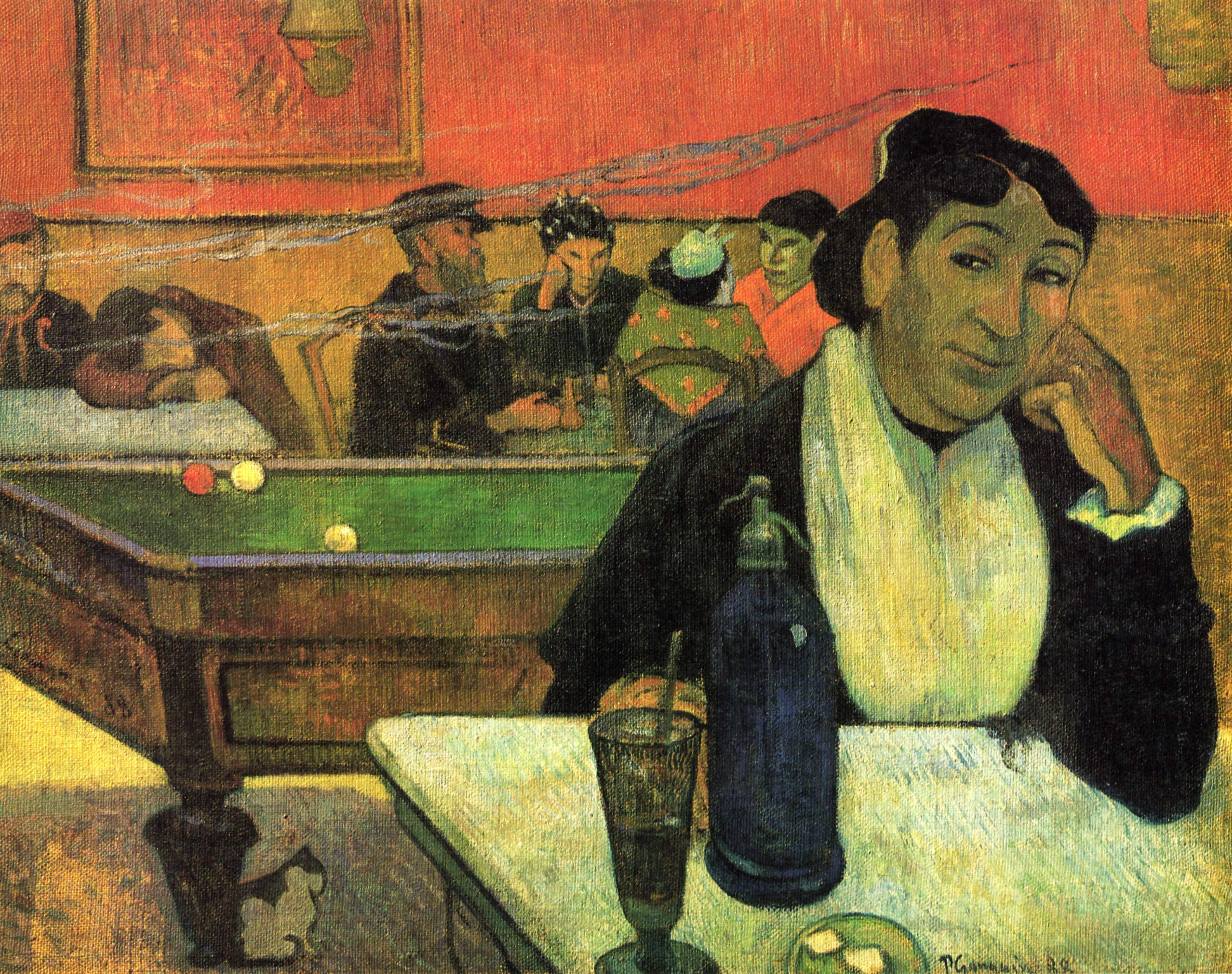
Café de noche en Arlés, Paul Gauguin, 1888.

## La Arena
La Arena, también pintado durante la estancia de Gauguin en Arlés, se dice que muestra a varios conocidos de Van Gogh, incluyendo los miembros de la familia Roulin y a Madame Ginoux, cuyo perfil puede identificarse con la mujer vestida de arlesiana.

## Referencias en la ficción

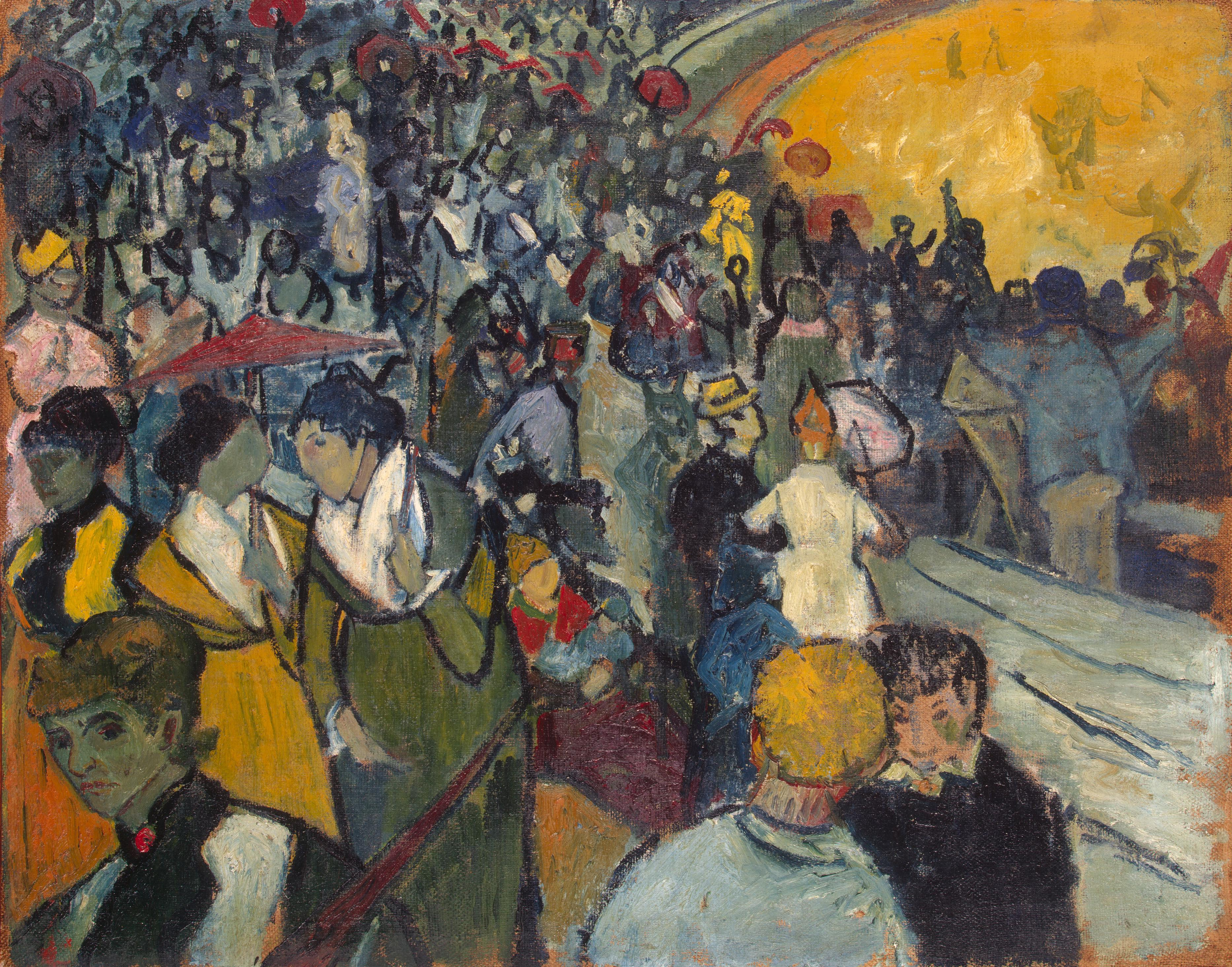
Vincent van Gogh, La Arena de Arlés (diciembre de 1888), Museo del Ermitage, San Petersburgo.